# Aurora Snow
Aurora Snow, geboren als Rebecca Claire Kensington (Santa Maria, Californië, 26 november 1981), is een Amerikaans pornoactrice en pornoregisseuse.

## Carrière
Op 18-jarige leeftijd debuteerde Snow als fotomodel en als actrice in pornografische films. Haar pseudoniem is gebaseerd op haar favorieten: Snow vanwege het sprookje Sneeuwwitje en prinses Aurora uit de Disneyvariant van het sprookje Doornroosje. Snow speelde mee in 480 pornofilms en 9 direct voor het internet geproduceerde films. Er zijn 204 compilaties uitgegeven. Snow regisseerde 14 pornofilms. In 2003 won Snow de prestigieuze pornofilmprijs AVN Female Performer of the Year Award.
Snow schrijft artikelen over vrouwenzaken en over de porno-industrie. Op meerdere hoge scholen en universiteiten in de Verenigde Staten is Snow gastspreker geweest.

## Filmografie (selectie)
- 2000: More Dirty Debutantes 152
- 2000: Bring 'um Young 2
- 2000: Bring 'um Young 3
- 2000: Gangbang Girl 27
- 2001: Down the Hatch 6
- 2001: Gangbang Auditions 7
- 2001: Naughty Little Nymphos 7
- 2001: Violation of Aurora Snow
- 2002: Flesh Hunter 1
- 2002: Gangbang Girl 33
- 2002: The Rules of Attraction (reguliere film)
- 2006: Aurora Snow Sex Cosplay
- 2006: Playing with Aurora Snow 1
- 2007: Playing with Aurora Snow 2
- 2007: Superbad (reguliere film, cameo)
- 2010: Public Disgrace: Featuring James Deen And Aurora Snow
- 2015: Best Fucking Friends 2

## Prijzen en nominaties
- 2002 XRCO Award – Best Threeway Sex Scene – Up Your Ass 18 (met Mr. Marcus en Lexington Steele)[1]
- 2002 XRCO Award – Best Group Sex Scene – Gangbang Auditions 7[1]
- 2002 XRCO Award – Cream Dream[1]
- 2003 – XRCO Award – Best Threeway Sex Scene – Trained Teens (met Gauge en Jules Jordan)[2]
- 2003 – AVN Award – Female Performer of the Year[3]
- 2011 – toegevoegd aan de XRCO Hall of Fame[4]
- 2017 - toegevoegd aan de AVN Hall of Fame[5]